# Ferdinand Čatloš

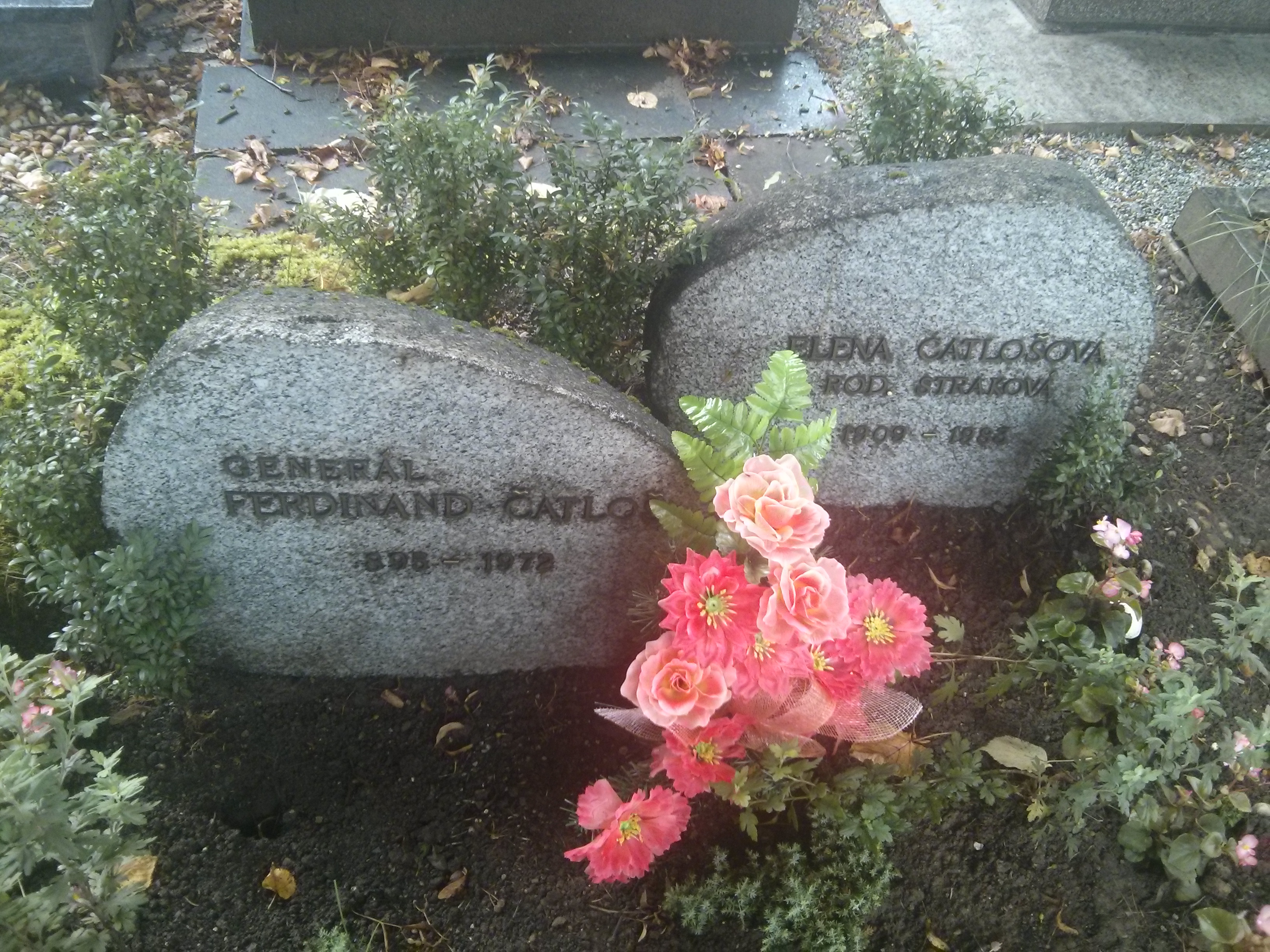
Grób Čatloša

Ferdinand Čatloš (ur. 7 października 1895 w miejscowości Liptowski Peter, zm. 16 grudnia 1972 w Martinie) – słowacki generał.

## Życiorys
Podpułkownik przedwojennej armii czechosłowackiej. W 1938 nawiązał współpracę z księdzem Jozefem Tiso. Od 1938 zajmował stanowisko ministra obrony Słowacji. Podczas ataku słowackiego na Polskę w 1939 dowodził Armią „Bernolak”, walczącą u boku Trzeciej Rzeszy. We wrześniu 1939 oddał honory przy pomniku Józefa Piłsudskiego w Bukowsku. Walczył przeciwko Związkowi Radzieckiemu.
W 1944 uznał, że III Rzesza nie będzie stroną zwycięską w wojnie, w związku z tym opracował plan przewrotu i zaprowadzenia dyktatury wojskowej. Junta miałaby zmienić front, opowiadając się po stronie ZSRR, a przeciw III Rzeszy i jej sojusznikom. W szczególności Čatloš liczył na wojnę z Królestwem Węgier. Čatloš pomógł wysłać 4 sierpnia 1944 samolot partyzancki do Związku Radzieckiego. Delegacja SNR (Slovenská Národná Rada) dostarczyła w zamian 23 sierpnia jego propozycje ZSRR. Jego plan został jednak przez SNR odrzucony, tak jak kolejne próby zbliżenia się do partyzantki. Kiedy 29 sierpnia wybuchło słowackie powstanie narodowe, urażony Čatloš odwodził rodaków od uczestnictwa w nim. Jego słów posłuchała głównie armia stacjonująca w zachodniej Słowacji, która nie miała informacji o wcześniejszym wybuchu powstania. Pomagał również Niemcom w rozbrojeniu oddziałów w Bratysławie. Wtedy jednak ponownie zmienił front, uciekając do powstańców. Ci jednak po radiowej konsultacji z prezydentem Czechosłowacji Edvardem Benešem uznali go za niewiarygodnego i aresztowali. Razem z gen. Jozefem Turancem został przekazany partyzantom radzieckim, którzy przetransportowali ich samolotem do Kijowa, a potem do Moskwy.
W 1947 skazany w procesie przez Słowaków na 5 lat więzienia, został przedterminowo zwolniony w 1948. Do końca życia przebywał w mieście Martin, gdzie pracował jako urzędnik.

## Odznaczenie
- Krzyż Żelazny (III Rzesza, 1939)[5]